# Hey Arnold! Il film della giungla
Hey Arnold! Il film della giungla (Hey Arnold!: The Jungle Movie) è un film d'animazione del 2017 diretto da Raymie Muzquiz e Stu Livingston.
Il soggetto è basato sulla serie animata Hey, Arnold!. 

## Trama
Arnold e il suo migliore amico Gerald hanno in programma di realizzare un video umanitario durante l'estate, dopo il loro quinto anno di scuola, per vincere un viaggio a San Lorenzo, dove i genitori di Arnold sono stati visti per l'ultima volta. Cercano di registrare sè stessi facendo una casa per uno dei loro amici, l'eccentrico Monkeyman, ma che si ritorce contro; Arnold ci rinuncia, con il cuore spezzato.
Helga, follemente cotta di Arnold, usa vari filmati che ha compilato negli anni mostrando le buone azioni di Arnold e tutti in città sorprendono Arnold con il video. L'insegnante di Arnold, Mr. Simmons, rivela a tutti che il video di Arnold ha vinto la competizione e lui, i suoi compagni di classe, e la sorella maggiore di Helga, Olga, volano a San Lorenzo.
Mentre si trova sull'aereo, il maiale domestico di Arnold, Abner, si rivela trovarsi nel suo zaino. Quando tutti arrivano a San Lorenzo, vengono accolti dal vecchio amico dei genitori di Arnold, Eduardo. A bordo di una nave, Eduardo avverte in privato Arnold dei pericoli che la giungla ha da offrire e gli dà un amuleto che dice di condurli agli abitanti della città perduta di San Lorenzo, il "popolo dagli occhi verdi". Più tardi quella notte, Helga cerca di dire ad Arnold cosa prova per lui, ma il gruppo viene attaccato dai "pirati". Dopo aver appreso il segreto che Arnold ha tenuto da loro, Gerald e il gruppo lo evitano.
Quando l'intero gruppo entra in un campo base, "Eduardo" si rivela essere un mercenario di nome La Sombra sotto mentite spoglie. Lui e i suoi uomini imprigionano tutti, e pianifica di usare Arnold per trovare la città perduta ei suoi tesori. Helga e Gerald riescono a fuggire e liberare Arnold e usare il vecchio diario del padre di Arnold per trovare la città; a loro sconosciuto La Sombra ha messo un dispositivo di localizzazione sulla collana dagli occhi verdi di Arnold.
Arnold e la banda riescono a sfuggire alle trappole della città perduta, e anche La Sombra, sacrificando la maggior parte dei suoi uomini alle trappole nel processo. Riescono a trovare la città popolata da bambini.
Nel frattempo, Abner è riuscito a tornare dai nonni di Arnold, nonno Phil e nonna Gertie, che vedono questo come un segno che Arnold è nei guai. I due si incontrano con i genitori di Helga, Big Bob e Miriam, all'aeroporto. I Patakis avevano ricevuto un messaggio SOS dalla migliore amica di Helga, Phoebe. Il gruppo vola su un aereo a noleggio a San Lorenzo, dove aiutano in tempo gli altri bambini a sconfiggere la banda di La Sombra.
In città, Arnold e gli altri si rendono conto che gli abitanti della città adorano Arnold. Il gruppo trova una statua che si dice contenga un tesoro che può portare a una cura per la "malattia del sonno" della città che ha contaminato la maggior parte della popolazione per 9 anni. Alla fine vengono bloccati da La Sombra, che prende in ostaggio Arnold e ruba la statua. Mentre Gerald e Helga li raggiungono, La Sombra costringe Arnold ad aprire la statua con l'amuleto. Ci riesce, e quando La Sombra cerca di prendere il tesoro dall'interno, la statua gli spara in fronte con un dardo avvelenato. La Sombra cade dalla scogliera.
Successivamente, un uomo misterioso arriva e si presente come il vero Eduardo, il quale rivela che i "pirati" che hanno incontrato durante il viaggio erano i suoi uomini che stavano cercando di salvarli da La Sombra. La Sombra sopraggiunge di nuovo e inizia una breve colluttazione con Eduardo (risultante con il tesoro che cade dalla scogliera) prima di soccombere al dardo velenoso e cadere verso la sua morte. Il gruppo ritorna in città e Arnold vede finalmente i suoi genitori, Miles e Stella, che sono vivi ma sono stati contaminati dalla malattia del sonno. Senza il tesoro per rilasciare la cura alla popolazione infetta, Helga usa il suo medaglione contenente una foto di Arnold in sostituzione. Il tempio rilascia la cura e gli infetti vengono rianimati. Arnold e i bambini della città si riuniscono con i loro genitori. Arnold ringrazia Helga per la sua lealtà e finalmente realizza la profondità dei suoi sentimenti per lui. I due condividono un bacio prima di essere interrotti da Gerald, Miles e Stella.
Qualche mese dopo, Arnold si sveglia nella sua camera da letto e corre di sotto per trovare le cose apparentemente come prima del viaggio, solo che questa volta i suoi genitori stanno preparando la colazione. Arnold saluta i suoi genitori mentre si avvia per il suo primo giorno del nuovo anno scolastico con Gerald, Phoebe e Helga. Gerald e Phoebe sono visti mentre si tengono per mano, il che implica che sono una coppia. È anche sottinteso che Arnold e Helga sono una coppia nonostante Helga cerchi di rimanere ostile in pubblico nei confronti di Arnold. I genitori di Arnold camminano con lui e i suoi amici a scuola e Arnold dice a sua mamma e papà che lo vedranno dopo mentre le porte della scuola si chiudono dietro di lui.

## Distribuzione
Il film è stato trasmesso su Nickelodeon il 24 novembre 2017 negli Stati Uniti e il 28 febbraio 2018 in Italia.

## Doppiaggio
| Personaggio             | Doppiatore originale  | Doppiatore italiano  |
| ----------------------- | --------------------- | -------------------- |
| Arnold Shortman         | Mason Vale Cotton     | Gaia Bolognesi       |
| Helga Pataki            | Francesca Marie Smith | Paola Majano         |
| Gerald Johanssen        | Benjamin Flores Jr.   | Tatiana Dessi        |
| Phoebe Heyerdahl        | Anndi McAfee          | Giulia Tarquini      |
| Giornalista             | Anndi McAfee          | Germana Savo         |
| Nonno Phil              | Dan Castellaneta      | Paolo Marchese       |
| Nonna Gertrude          | Tress MacNeille       | Noemi Gifuni         |
| La Sombra               | Alfred Molina         | Fabrizio Pucci       |
| Harold Berman           | Justin Shenkarow      | Daniele Raffaeli     |
| Rhonda Wellington Lloyd | Olivia Hack           | Francesca Manicone   |
| Eugene Horowitz         | Gavin Lewis           | Lorenzo De Angelis   |
| Sid                     | Aiden Lewandowski     | Sacha De Toni        |
| Stinky Peterson         | Jet Jurgensmeyer      | Stefano Broccoletti  |
| Nadine                  | Laya Hayes            |                      |
| Curly Gammelthorpe      | Nicolas Cantu         | Monica Vulcano       |
| Robert Simmons          | Dan Butler            | Gianni Bersanetti    |
| Big Bob Pataki          | Maurice LaMarche      | Roberto Draghetti    |
| Miriam Pataki           | Kath Soucie           |                      |
| Olga Pataki             | Nika Futterman        | Eleonora Reti        |
| Miles Shortman          | Craig Bartlett        |                      |
| Brainy                  | Craig Bartlett        |                      |
| Abner                   | Craig Bartlett        |                      |
| Monkeyman               | Craig Bartlett        |                      |
| Stella Shortman         | Antoinette Stella     | Stefano Alessandroni |
| Eduardo                 | Carlos Alazraqui      | Luigi Ferraro        |
| Ernie Potts             | Dom Irrera            | Alberto Angrisano    |
| Oskar Kokoshka          | Wally Wingert         | Luigi Ferraro        |
| Signor Hyunh            | Wally Wingert         |                      |
| Dino Spumoni            | Rick Corso            |                      |
| Stoop Kid               | Danny Cooksey         |                      |
| Big Patty Smith         | Danielle Judovits     |                      |
| Coach Jack Wittenberg   | Jim Belushi           |                      |
| Uomo dei piccioni       | Stephen Stanton       |                      |
| Paulo                   | Jamil Walker Smith    |                      |